# Portale della chiesa del Santissimo Corpo di Cristo
Il portale della chiesa del Santissimo Corpo di Cristo a Brescia è l'ingresso principale in facciata all'edificio religioso ed è un'opera di scultura in marmo di Botticino databile agli anni '70 del XV secolo.
Il portale è completato superiormente da due affreschi: due Angeli in adorazione del Santissimo Sacramento di Paolo da Caylina il Vecchio (fine XV secolo) e una grande Annunciazione del Moretto (1530 circa).

## Storia
Il cantiere della chiesa e del relativo monastero viene avviato per opera Gesuati nel 1467 circa. La costruzione del nuovo cenobio è strettamente legata al nome della nobile famiglia bresciana dei Martinengo, che donano ai Gesuati il terreno su cui realizzare il complesso e finanziano numerose opere all'interno, tra cui il Mausoleo Martinengo. Il portale è quindi databile ai primi anni '70 del XV secolo.

## Descrizione e stile

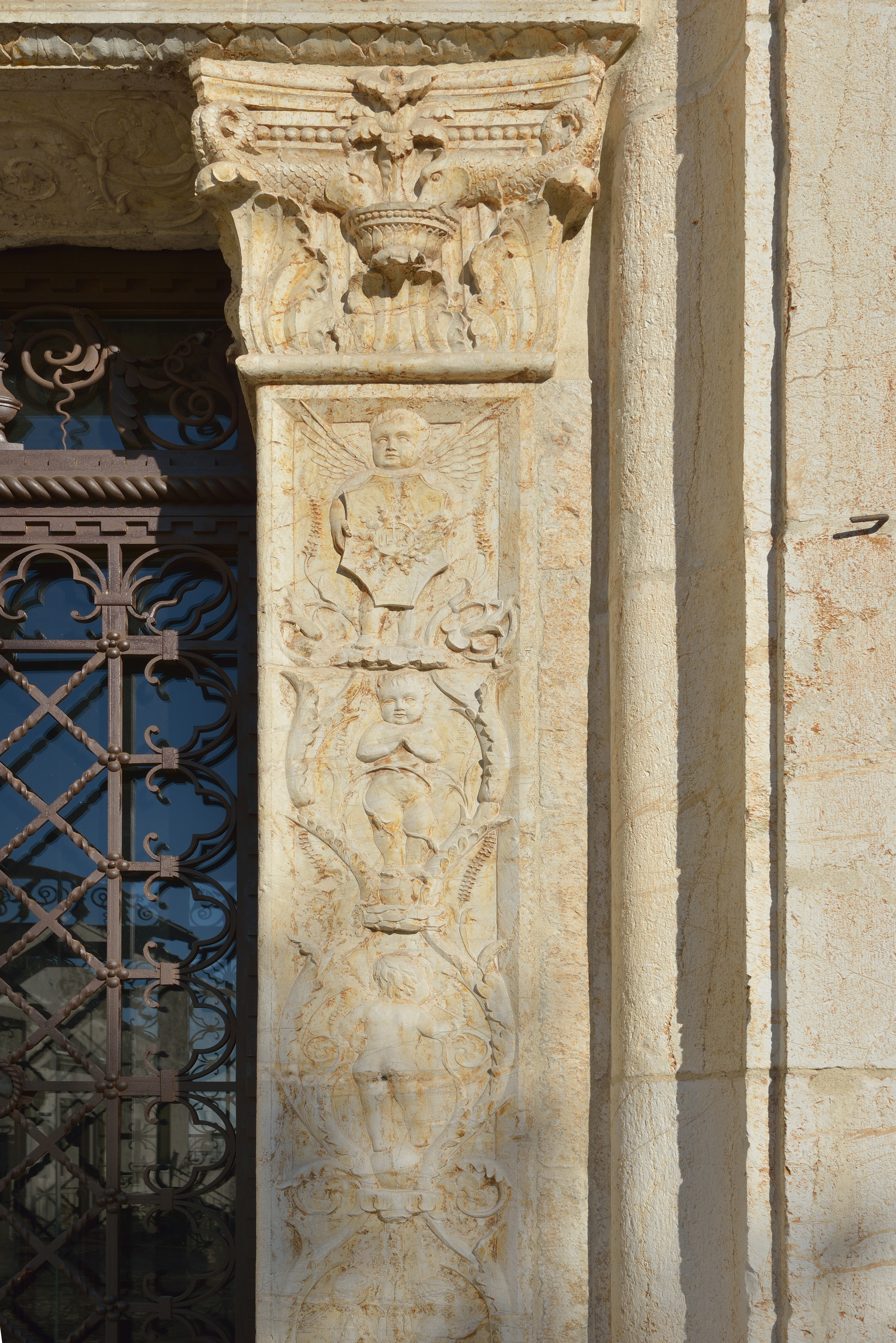
Le lesene d'ispirazione rinascimentale del portale viste in dettaglio

Durante gli anni '70 del Quattrocento, nel panorama artistico scultoreo di una città privo o quasi di maestranze locali aggiornate ai nuovi stilemi rinascimentali, sono collocabili alcuni segni di profondo rinnovamento, anche se sporadico. Tra di essi si trovano tre portali maggiori di edifici religiosi, approntati più o meno negli stessi anni e, comunque, sulla base di un nuovo approccio culturale comune. Si tratta del portale della chiesa di Santa Maria del Carmine, del portale della basilica di Santa Maria delle Grazie e del portale in oggetto. Nei primi due emerge chiaramente la tensione tra la radicata tipologia del portale medievale, con ghiere concentriche e stipiti elaborati, e i nuovi apparati di ispirazione classica con decorazioni e candelabre all'antica.
Il portale del Santissimo Corpo di Cristo, immediatamente successivo a quello del Carmine, risulta invece già consolidato uno spiccato carattere rinascimentale. La struttura, e non solo le decorazioni come negli altri due portali, nella fattispecie quello delle Grazie, è definitivamente depurata degli arcaismi della tradizione medievale, presentando un impianto solido e dalle linee mature, privo di strombatura. Negli ornati e nei capitelli, inoltre, si avverte anche una sorta di proprietà inventiva del linguaggio all'antica, testimonianza di una cultura che non solo si è aggiornata, ma sta già anche elaborando un linguaggio proprio.
L'opera va probabilmente ascritta ai Rodari di Lugano, officina di scultori operante in quel periodo. L'architrave soprastante, fra l'altro spezzato nei lavori di posa (ancora visibili la crepa e la riparazione), reca al centro la figura di Cristo e, alle estremità, gli stemmi delle famiglie Martinengo e Colleoni, unite sempre più strettamente da una politica matrimoniale.
Completano la decorazione del portale due affreschi, uno entro una nicchia semicircolare sopra l'architrave e l'altro a contorno del primo e delimitato da una leggera tettoia sorretta da teste di leoni. L'affresco nella lunetta rappresenta Due angeli in adorazione del Santissimo Sacramento ed è attribuito a Paolo da Caylina il Vecchio. Il secondo, notevolmente sbiadito dal tempo, raffigura una Annunciazione ma non si presenta in uno stato leggibile tanto da avanzare attribuzioni. Oltretutto, l'affresco non è neppure menzionato nella letteratura antica, forse perché già allora degradato. È tuttavia giunto fino a noi il cartone preparatorio, conservato all'Accademia Carrara di Bergamo, grazie al quale è stato attribuito con certezza alla mano del Moretto.
Il cancello in ferro che chiude il portale è stato realizzato e donato alla chiesa nel 1904 dagli eredi di monsignor Pietro Capretti: si tratta di una cancellata in stile neorinascimentale, in sintonia con lo stile del portale.